# Nachtschicht – Die Ruhe vor dem Sturm
Nachtschicht – Die Ruhe vor dem Sturm ist ein deutscher Fernsehfilm von Lars Becker aus dem Jahr 2022. Er wurde als achtzehnte Folge der ZDF-Krimireihe Nachtschicht am 10. Oktober 2022 im ZDF ausgestrahlt, online war der Film ab 1. Oktober 2022 verfügbar.

## Handlung
Auf Hamburg rast ein Orkan zu und bereits im Vorfeld kollidiert auf regennasser Fahrbahn ein Gefangenen- mit einem Tiertransport. Dabei entkommt der Straftäter Axel Krakoff, aber auch zwei Schimpansen. Der Hamburger Senat ruft, in weiser Voraussicht auf die noch kommenden Tage, den Notstand inklusive einer Ausgangssperre aus. Um Chaos und mögliche Plünderungen zu vermeiden, ist der KDD im Sondereinsatz. Neben der Suche nach dem flüchtigen Straftäter hat es das Nachtschicht-Team mit einer kurzfristigen Entführung zu tun. Der Ex-Box-Champion Micky Mommsen wurde von zwei Unbekannten um sein Drogenpaket erleichtert und dann in den Kofferraum seines Wagens gesperrt. Bei seiner Befreiung verschweigt Mommsen den Raub und spielt die Entführung herunter. Derweil betreiben die beiden Kleinganoven mit dem erbeuteten Drogenpaket einen florierenden Handel. Per Handybestellung liefern sie mittels einer Drohne kleine Drogenmengen an ihre Kunden aus, die diesen Sonderschnelldienst dankend annehmen. Den Polizeibeamten ist zwar das ferngesteuerte Flugobjekt bereits aufgefallen, aber den Grund dafür ahnen sie nicht. Nachdem Mommsen die polizeiliche Befragung hinter sich hat, macht er sich umgehend auf die Suche nach seinem Doping. Er durchschaut das Verkaufskonzept seiner Entführer sehr schnell und bestellt selber eine Lieferung, um der Drohne auf dem Rückweg folgen zu können.
Das Nachtschicht-Team kontrolliert derweil die Einhaltung der Ausgangssperre. Dabei beginnen sie ausgerechnet in einem Gemüseladen, in dem sich der flüchtige Krakoff aufhält. Da jedoch auch die beiden Affen gerade lautstark auf sich aufmerksam machen, ist Erichsen abgelenkt und erkennt den Flüchtigen erst, als dieser schon wieder entschwunden ist. Zudem trifft der Tierpfleger ein, der die Tiere mittels Narkosegewehr betäuben und einfangen will, doch stellen sich die vermeintlichen Affen als zwei Teenager heraus, die sich einen Scherz erlaubt und mit Bananen geworfen hatten.
Mommsen erhält inzwischen unerwartet Besuch von Krakoff, dem er noch Geld schuldet. So wird dieser in die laufende Suche nach dem Rauschgift mit eingebunden. Der skrupellose Krakoff zögert nicht, den Entführer sofort zu erschießen und die Ware an sich zu nehmen. Mommsen ist entsetzt, wird aber ebenso von Krakoff ohne Vorwarnung erschossen. Erichsen kann Krakoff ausfindig machen, der sich in einem Gemüseladen mit drei Geiseln verschanzt hat. Er tarnt sich als Tierpfleger, der nach den Affen sucht, kann Krakoff so aus dem Geschäft locken und ihn mit dem Narkosegewehr außer Gefecht setzen. Nach Abzug des Tiefdruckgebietes wird der Notstand wieder aufgehoben werden, die Affen sind allerdings noch immer auf der Flucht.

## Hintergrund
Die Dreharbeiten erfolgten vom 21. September bis zum 1. November 2021 in Hamburg und Umgebung.
Die deutsche Erstausstrahlung fand am 10. Oktober 2022 im ZDF ausgestrahlt, online war der Film ab 1. Oktober 2022 verfügbar.

## Trivia
Mehrmals ertönt in der Folge als Klingelton das Intro des Songs Jump von Van Halen.

## Rezeption

### Einschaltquote
Die Erstausstrahlung von Die Ruhe vor dem Sturm wurde in Deutschland am 10. Oktober 2022 von 5,37 Millionen Zuschauern gesehen und erreichte somit einen Marktanteil von 19,2 Prozent für das ZDF.

## Kritik
Rainer Tittelbach von Tittelbach.tv meinte, der Film sei „eine schöne, leicht chaotische Plot-Konstruktion,“ doch coronabedingt „gibt es wenige Schauplätze, ein überschaubares Ensemble und innerhalb der Szenen kein ‚Leben‘ neben der Haupthandlung. Dadurch fehlt etwas von dem, was diese wegweisende Krimi-Reihe für gewöhnlich auszeichnet. Dennoch ist dieser Alles-in-einer-Nacht-Krimi immer noch sehr viel cooler – sprich: unkonventioneller, vielfältiger, überraschender – als die unzähligen Krimireihen-Formate, die auf Whodunit setzen.“
Bei Prisma.de wertete Christopher Schmitt: „In öffentlich-rechtlichen Krimis aus der Hansestadt gehört es zum guten Ton, dass auf eine echte Kiezgröße nicht verzichtet werden kann. Kriminell, logisch, aber doch immer irgendwie raubeinig-sympathisch und bei der Polizei nicht nur bekannt, sondern irgendwie auch geschätzt. In ‚Nachtschicht – Die Ruhe vor dem Sturm‘ kommt dieser Part dem ehemaligen Boxer Micky Mommsen zu, Roland Koch spielt ihn herausragend. Sein Kiez-Charisma kommt besonders in der Chemie mit Erichsen – einst glühender Fan der Box-Legende – und seiner Ex-Frau zur Geltung. Im Gegensatz dazu steht der Psychopath Axel, dem Shenja Lacher die nötige Portion Wahnsinn einhaucht.“
Oliver Armknecht von film-rezensionen.de meinte: „Die Spannung bei ‚Nachtschicht: Die Ruhe vor dem Sturm‘ besteht […] nicht darin, wie es bei den meisten Krimis der Fall ist, dass ein Verbrechen aufgeklärt wird. Vielmehr will man als Zuschauer bzw. Zuschauerin wissen, was geschieht, wenn diese ganzen Figuren aufeinandertreffen. Während die Situation da draußen immer bedrohlicher wird, steigt auch die Nervosität. Es ist nahezu unmöglich hier vorherzusagen, wie das Ganze ausgehen wird.“ Der Regisseur setzt erneut auf viel Humor und so ist „das zwischenmenschliche Miteinander […] immer wieder für Lacher gut, wenn fast alle Figuren bewusst überzeichnet sind. Zusammen mit den Dialogen, die witziger sind als die der meisten deutschen Komödien, sorgt das für einen hohen Unterhaltungsfaktor, wie man ihn sich häufiger bei deutschen TV-Filmen wünschen würde.“
Der deutsche Filmdienst bewertete diese neue Folge „einer ambitionierten Polizeikrimi-Reihe“ punkte durch eine „lakonisch entfalteten Handlung und einigen skurrilen Einfällen. Die Elemente fügen sich zwar weniger zwingend aneinander als in früheren Folgen, dennoch reicht es für einen überdurchschnittlichen Genrefilm.“
kino.de schrieb: „Wieder mal eine runde Sache. Auch in dieser 18. ‚Nachtschicht‘-Folge ist Lars Becker ganz bei sich und schenkt dem geliebten Hamburger Kiez einen so warmen wie wachen Blick, dem keine Absonderlichkeit entgeht. Das Setting ist herausragend.[…] Comedy und Thrill gehen hier eine unwidwrstehliche (sic) Liaison ein.“